# Parafia św. Antoniego Padewskiego w Poznaniu
Parafia pw. Świętego Antoniego Padewskiego w Poznaniu – parafia rzymskokatolicka znajdująca się w archidiecezji poznańskiej, w dekanacie Poznań-Starołęka.
Została erygowana 22 stycznia 1924 roku dekretem arcybiskupa Edmunda Dalbora. Do parafii należy cmentarz św. Antoniego.